# UTC+11:30

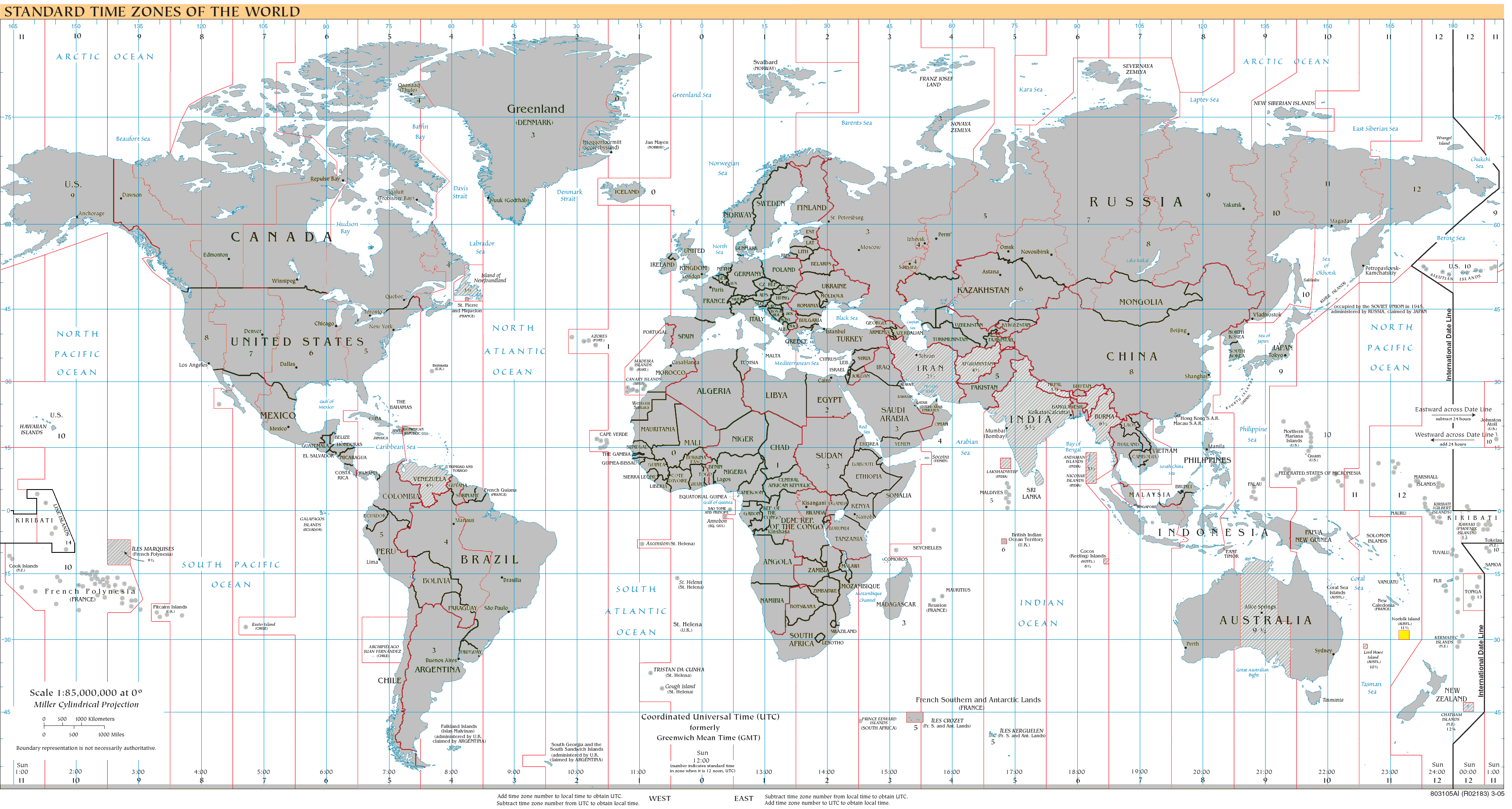
gehele jaar

UTC+11:30 was tot 4 oktober 2015 de tijdzone voor:
- Norfolktijd (NFT) op Norfolkeiland (Australië) - Norfolkeiland kent geen zomertijd (zuidelijk halfrond)

## Historisch
Op 2 november 1868 nam Nieuw-Zeeland officieel een nationale standaardtijd aan en was daarmee mogelijk het eerste land ter wereld. Het was gebaseerd op de lengtegraad 172° 30' ten oosten van Greenwich (11 uur en 30 minuten voorlopend op Greenwich Mean Time. Deze standaardtijd stond bekend als New Zealand Mean Time (NZMT). Dit zou nu ongeveer overeenkomen met UTC+11:30. Het is officieel veranderd naar UTC+12 in 1974.